# Стайков, Стефан
Стефан Георгиев Стайков (болг. Стефан Гeopгиeв Стайков), по прозвищу Заека (болг. Заека; род. 3 октября 1949, София, Народная Республика Болгария) — болгарский футболист; вратарь, завершивший карьеру. В 1968—1972 годах играл за болгарский клуб «Спартак» в Варне. В 1972—1981 годах играл в составе болгарского клуба «Левски». В 1981—1982 году выступал за болгарский клуб «Осам». В 1982—1984 годах — за болгарский клуб «Локомотив» в Пловдиве. В 1984—1985 году играл за кипрский клуб «Омония» в Арадипу. В 1973—1979 годах выступал за сборную Болгарии по футболу. Тренер. Заслуженный мастер спорта Болгарии.

## Клубная карьера
Обучался в спортивной академии столичного клуба «Спартак», однако дебютировал в составе молодёжной команды «Чавдар» Етрополе.
В 1968 году перешёл в клуб «Спартак» Варна, который в то время выступал в Северной группе «Б». В 1971 году его команда заняла первое место во втором дивизионе и добилась перехода в группу «А». В сезоне 1971/72 года, демонстрируя отличные результаты, Стайков стал надёжным игроком в стартовом составе элитной команды. Всего за клуб «Спартак» Варна на счету футболиста 44 матча в группе «Б» и 30 матчей в группе «А».
В 1972 году Стайков перешёл в клуб «Левски» в Софии, где на стартовой позиции занял место Бисера Михайлова. Выступал за клуб в течение следующих девяти лет и в большинстве игр являлся стартовым вратарём своей команды. Всего он сыграл 235 официальных матчей — 183 в группе «А», 32 за национальный кубок и 20 на европейских турнирах. Стайков трижды становился чемпионом Болгарии в сезонах 1973/74, 1976/77 и 1978/79 годов и трижды выигрывал национальный кубок в сезонах 1975/76, 1976/77 и 1978/79 годов. С 1974 года ему было присвоено звание «Заслуженный мастер спорта».
С клубом «Левски» футболист дошёл до четвертьфинала турнира Кубка УЕФА в сезоне 1975/76 года, а также до четвертьфинала турнира Кубка обладателей кубка УЕФА в сезоне 1976/77 года. Во многом ему был обязан своим вылетом из Кубка УЕФА по пенальти нидерландский клуб «Аякс» осенью 1975 года. Весной 1976 и 1977 годов Стайков участвовал в эпических играх с испанскими клубами «Барселона» и «Атлетико» соответственно.
В 1981 году футболист расстался с клубом «Левски» и перешёл во второй дивизион в клуб «Осам». Через сезон он перешёл в клуб «Локомотив» Пловдив — другую команду из группы «Б», в составе которой вышел в группу «А» и стал обладателем Кубка Советской Армии в сезоне 1982/83 года. В следующем сезоне он стартовал за свой клуб в элите, а также сыграл два матча в Кубке УЕФА против греческого клуба ПАОК. Завершил игровую карьеру в 1985 году, отыграв сезон за кипрский  «Омония» Арадипу.

## Международная карьера
Дебютировал за сборную Болгарии 28 января 1973 года в выездном матче против сборной Кипра, который был выигран гостями со счётом 3:0. В следующем году его включили в состав национальной сборной на чемпионат мира в Германии, во время которого он сыграл в одном матче 23 июня 1974 года, когда сборная Болгарии потерпела поражение от сборной Нидерландов со счётом 1:4.
В 1978 году Стайков пять раз был капитаном национальной сборной. Его последний выход за команду состоялся 28 марта 1979 года в контрольном матче против сборной СССР. Всего за сборную Болгарии он сыграл 19 матчей.

## Тренерская карьера
Завершив карьеру игрока, работал тренером. Тренировал болгарские клубы «Левски», «Академик» София, «Локомотив» Мездра, «Банско», «Ботев» Козлодуй.

## Достижения
«Левски»
- Кубок Болгарии (3): 1975/76[англ.], 1976/77[англ.], 1978/79[англ.].
- Чемпион Болгарии (3): 1973/74, 1976/77, 1978/79.

«Локомотив (Пловдив)»
- Кубок Советской Армии[англ.] (1): 1982/83.